# Barão de Araruama
Barão de Araruama é um título nobiliárquico criado por D. Pedro II do Brasil por carta de 5 de maio de 1844, a favor de José Carneiro da Silva.
O título faz referência à Lagoa de Araruama, embora tenham residido principalmente na freguesia de Quissamã, perto da Lagoa Feia, no Rio de Janeiro.
Titulares
1. José Carneiro da Silva (1788–1864) – primeiro barão e único visconde com grandeza de Araruama;[1]
2. Bento Carneiro da Silva (1826–1864) – filho do anterior, foi o segundo barão e único conde de Araruama.[1]